# 第一火災海上保険
第一火災海上保険相互会社（だいいちかさいかいじょうほけん、英文名称：The Daiichi Mutual Fire and Marine Insurance Company）は、かつて営業していた日本の損害保険相互会社である。本社は東京都千代田区二番町に所在した。

## 概要
保険期間が5 - 10年におよぶ長期積立火災・傷害保険「マルマル保険」（「マルマル火災保険」および「マルマル傷害保険」）を同社の主力販売商品とし、また同業他社と同じく一般保険（おもにノンマリン保険の火災・自動車・傷害・新種保険を主力とした）の元受け業務およびその営業を基本事業モデルとし、昭和30年代に始まる高度経済成長期からバブル経済崩壊までの日本経済の高金利時代に、財界官界（元三井財閥本社取締役理事成瀬雄吾、元大蔵省理財局長西原直廉）から大物経営者を迎え急拡大させた預かり資産を元手にした投融資による運用ならびに法人開拓で飛躍的に業績を伸ばした。
世界初の「掛け金が全額戻ってくる保険商品」とあって、好景気で増加した資産の確実かつ有利な運用先を求めていた個人、法人を問わず、生命保険会社の一時払い養老保険などとともに競争力の高い保険型資産運用商品として人気が高かったが、バブル経済の崩壊が招いた低金利時代の到来によって、なかば共通のビジネスモデルを持つ国内生命保険会社とともに経営環境の急激な悪化に、すでに大物経営者の去った状況の中で第一火災は直面することとなる。預り資産の運用実績が、予定利率（契約商品ごとの保証利回り）＋契約者配当さえまかなえず、大きく下回る「逆ザヤ」による損失が、1990年代半ばを迎えるころには、すでに毎年数百億円規模で発生するようになり（帳簿上で最大200億円弱の単年度損失を計上）業界内でも強固な支払い能力（1,300%+、格付けAA）を有した経営基盤を瞬く間に著しく損耗させることとなった。
これらの経緯および生損保業界をめぐる環境の変化から、人的資本的に結び付きの強かった日本生命との間に事業継続のための協議が1997年に行われたが、保険業法改正により子会社方式での損保業界進出を決定していた同社経営と物別れとなり、わずかな日本生命の基金拠出（株式会社の資本金に相当）（ただし80％）こそ第一火災側の懇請により留保されたものの、財務部門、一般保険営業部門に派遣されていた有能な役員、上級管理職全員がただちに引き揚げとなり、事実上の提携関係全面解消となる（この時、引き揚げていく日本生命からの転籍者の中には、第一火災の行く末を思い、「第一火災は、あと3年もたない。」と告げていく者がいたと言われている）。また日本生命の紹介等を得て獲得した大型法人契約、共同保険契約等も順次切り替えられる様相となる。日本生命の引き揚げは同社が経営破綻間近であることを知ることになった。しかし、世間しらずの学生の中には経営破綻間近の同社へ新入社員として入社したものもおり、経営破綻後、経歴を隠し外資系保険会社出身として転々と保険業界に在籍しているものも少なくない。
1998年度、1999年度と徐々に経営基盤は悪化し、企業会計上はキャッシュフローの不足、保有資産の減少および毀損、経営上は、若手および中堅社員の大量流出、ソルベンシーマージン比率の低下とそれに伴う保険会社としての格づけ降格（BBB⇒BBないしB）など、つぎつぎと保険会社としての存続が危ぶまれる危機的状況にみまわれることとなる。
1999年度に検査に入った金融監督庁の財務検査でその実態が露呈し、業務改善計画の提出を求められる事態にまでおちいった。この間、危機的状況を一時的にしのごうとする試みから、同じく自己資本不足に悩む協栄生命とのあいだに事実上の相互融資契約を結ぶことで巨額の資産交換を行い、帳簿上資本増強が行われたかのような会計操作を実行することに成功したが、実態を見破った金融監督庁から厳しい指摘と業務改善命令を受けるに至った。また、協栄生命からは破綻することで回収不能となった純融資残高分（第一火災への総融資額から自社への融資受額を差し引いた分）の債務補償を求めて旧経営陣に対し訴訟を提起されるに至った。
1999年の旧・協栄生命保険（現在はジブラルタ生命保険が事業承継）との提携の時には、すでに破産事由となる債務超過の状態であったのではないかと一部で報道されていた。
経営状態は悪化の一途をたどり、2000年4月10日には、当時の金融監督庁（現在の金融庁）から再建計画の策定を求められていたが、同年5月1日、金融監督庁に自主経営再建を断念したことを伝え（発表は冷却期間かせぎのため、営業日が先送りされる大型連休前を狙って行われた形跡が否定できない）、日本の損害保険会社としては戦後初めて名実ともに経営破綻することとなった。これを受けて金融監督庁は同日付で新規・更改契約の引受け、既存契約の解約、新規の契約者貸付け、配当金・解約返戻金の支払等についての業務停止命令を出した。資本提携関係にあった協栄生命も、もともと財務状態は良好ではなかったが、第一火災の破綻が引き金となり、同年10月20日に連鎖的に経営破綻した。
第一火災の経営破綻により、第一火災の契約者だけでなく住宅金融公庫の火災保険、地震保険を契約した人々に大きな衝撃を与えた。住宅金融公庫の火災保険、地震保険は保険会社各社が共同して保険を引き受ける共同保険であったため、第一火災の引き受け割合2.6%分が将来にわたり保険金が減額される事態となった。
第一火災は、破綻後、ただちに金融監督庁の管理下に置かれ、自主経営権を放棄することとなった。その中で自主再建、業界内の他社への事業譲渡などを主軸に解決方法を模索したが、支援要請に応じる組織は、当時の国内の厳しい金融業界をとりまく状況からも、まったく現れなかった。そのため活路を当時、長信銀や生命保険会社の事業買収に意欲的だった米国投資会社リップルウッド・ホールディングスや、世界最大規模の金融コングロマリットGEキャピタル、同じく米国の投資銀行モルガン・スタンレーなどいわゆるハゲタカファンドとのちに呼ばれることとなる米国金融資本に事業の承継（事実上の譲渡）について交渉を持ちかけてみたものの、毀損し目減りし流失し続ける資産、ガバナンスの効いていない経営体質、流出してしまった人材、経営と直結していた御用組合の専横、日本生命のバックアップを失うことで脆弱となったビジネスモデルおよび構造的なキャッシュフロー不足の問題などが障害となり、またしても受け入れられることはなく、門前払いに終わった。この結果を受け2001年4月1日をもって、同社の保険契約を全て損害保険契約者保護機構に移転し、保険業法第152条第3項第1号の規定（法定解散事由）に基づき、会社の解散という事態にまで追い込まれた。
その間に行われた金融監督庁の調査で、やはり、同社が協栄生命との提携の時期において既に実質的に大幅な債務超過状態にあった、という事実が明らかとなり、ジブラルタ生命は、「虚偽の財務内容の説明に基づいて資本提携をしたことにより損害を受けた」として、第一火災に対し、拠出した基金（株式会社でいう「資本金」に相当）の返還を求めて東京地方裁判所に提訴した。第1審では第一火災側が一部敗訴したため、双方が控訴したが、2005年3月28日、東京高等裁判所において、第一火災側が100億円をジブラルタ生命に支払うことなどを条件として、訴訟上の和解が成立した。

## 沿革
- 1949年8月1日 - 会社設立。
- 1963年6月 - 積立型火災保険「マルマル火災保険」の販売開始。
- 1999年11月 - 旧・協栄生命保険と業務・資本提携。
- 2000年5月 - 経営破綻。
- 2001年4月1日 - 解散。
- 2006年3月3日 - 清算結了。8日付で登記簿が閉鎖され（＝法人格消滅）、名実ともに57年の歴史に幕を下ろした。

## 備考
- 太平洋戦争後に発足した、いわゆる戦後損保。したがって、戦前に存在した第一火災保険（安田火災海上保険に合併。現在の損害保険ジャパン）とは無関係。
- 発足当時は、住友海上火災保険（現在の三井住友海上火災保険）や日本生命保険の協力を受けた。その後も日本生命とは友好関係を築いたが、前述の通りバブル崩壊後に関係が途絶えた。日本生命から派遣された役員は倒産する2年ほど前までに全て引き上げられていた。
- マルマル保険の最後のイメージキャラクターは「ちびまる子ちゃん」であった。
- マルマル保険のホーロー看板が、今も各所にみられる。